# Topologický vektorový prostor

Systém všech okolí počátku (otevřené množiny obsahující nulový prvek) jednoznačně určuje TVS. Systém všech okolí jiného bodu lze získat posunutím.

Topologický vektorový prostor (zkratka TVS, také lineární topologický prostor) je vektorový prostor, v němž je uvažována topologie nad množinou vektorů a topologie nad množinou skalárů vektorového prostoru tak, aby operace sčítání vektorů a operace násobení skalárem byly spojité v součinových topologiích.

## Definice
Topologický vektorový prostor {\displaystyle X} je vektorový prostor nad topologickým tělesem {\displaystyle \mathbb {K} } (nejčastěji reálná nebo komplexní čísla s jejich obvyklou topologií), který je vybaven topologií, v které sčítání vektorů {\displaystyle +:X\times X\to X} a násobení skalárem {\displaystyle \cdot :\mathbb {K} \times X\to X} jsou spojitá zobrazení vzhledem ke součinovým topologiím nad definičními obory těchto zobrazení.

## Topologický vektorový prostor aritmetických vektorů
Jednoduchým příkladem topologického vektorového prostoru je prostor aritmetických vektorů {\displaystyle \scriptstyle V=\mathbb {R} ^{n}}, kde za topologii vezmeme topologii indukovanou euklidovskou normou. Jinými slovy, okolími daného vektoru jsou koule o jistém poloměru mající svůj střed v tomto vektoru. Tedy například (otevřená) koule {\displaystyle \scriptstyle B_{r}^{n}({\vec {x}})} o (kladném) poloměru {\displaystyle \scriptstyle r} se středem ve vektoru {\displaystyle \scriptstyle {\vec {x}}=(x_{1},x_{2},\ldots ,x_{n})} má množinový tvar
{\displaystyle B_{r}^{n}({\vec {x}})=\{{\vec {y}}\in \mathbb {R} ^{n}|\|{\vec {y}}-{\vec {x}}\|_{2}<r\}={\Bigg \{}{\vec {y}}=(y_{1},y_{2},\ldots ,y_{n})\in \mathbb {R} ^{n}{\Bigg |}{\sqrt {\sum _{i=1}^{n}(y_{i}-x_{i})^{2}}}\ <\ r{\Bigg \}}.}
Topologii pak sestrojíme jako sjednocení všech možných koulí, tj. koulí o všech možných (nenulových) poloměrech se středy ve všech možných vektorech prostoru {\displaystyle \scriptstyle \mathbb {R} ^{n}}. K nim ještě musíme do topologie přihodit všechny možné průniky konečně mnoha libovolných koulí, prázdnou množinu a celou množinu {\displaystyle \scriptstyle \mathbb {R} ^{n}}. Za těleso bereme reálnou osu {\displaystyle \scriptstyle \mathbb {R} }, jehož topologii sestrojíme analogicky případu výše, kde položíme {\displaystyle \scriptstyle n=1}. V takovém případě se nám otevřená koule redukuje na otevřený interval
{\displaystyle B_{r}^{1}(x)=\{y\in \mathbb {R} ||y-x|<r\}=(x-r,x+r).}
Součinová topologie {\displaystyle \scriptstyle \tau ''} pro kartézský součin {\displaystyle \scriptstyle T\times V} je pak tvořena kartézskými součiny koulí z prostorů {\displaystyle \scriptstyle T=\mathbb {R} } a {\displaystyle \scriptstyle V=\mathbb {R} ^{n}}, jejich konečnými průniky a libovolnými sjednoceními, kde navíc vezmeme ještě prázdnou množinu a celou množinu {\displaystyle \scriptstyle T\times V}. Podobně pro topologii {\displaystyle \scriptstyle \tau '} na kartézském součinu {\displaystyle \scriptstyle V\times V}.
Ukažme nejprve spojitost součtu dvou aritmetických vektorů v námi zavedené topologii. Naším úkolem je ověřit, že pro kterékoliv dva vektory {\displaystyle \scriptstyle {\vec {x}}_{0}} a {\displaystyle \scriptstyle {\vec {y}}_{0}} a kterýkoli kladný poloměr {\displaystyle \scriptstyle r} leží vektor tvaru {\displaystyle \scriptstyle {\vec {x}}+{\vec {y}}} v okolí {\displaystyle \scriptstyle U=B_{r}^{n}({\vec {x}}_{0}+{\vec {y}}_{0})}, kde {\displaystyle \scriptstyle {\vec {x}}\in B_{\varepsilon }^{n}({\vec {x}}_{0})} a {\displaystyle \scriptstyle {\vec {y}}\in B_{\tilde {\varepsilon }}^{n}({\vec {y}}_{0})} pro jisté poloměry {\displaystyle \scriptstyle \varepsilon } a {\displaystyle \scriptstyle {\tilde {\varepsilon }}}. Neboli chceme, aby platilo {\displaystyle \scriptstyle \|({\vec {x}}+{\vec {y}})-({\vec {x}}_{0}+{\vec {y}}_{0})\|_{2}<r}. Pokud pro každé {\displaystyle \scriptstyle r} najdeme odpovídající {\displaystyle \scriptstyle \varepsilon } a {\displaystyle \scriptstyle {\tilde {\varepsilon }}} tak, aby byla splněna tato podmínka, tak můžeme uzavřít, že sčítání vektorů je spojité, neboť pro každé okolí {\displaystyle \scriptstyle U} součtu jsme našli odpovídající okolí {\displaystyle \scriptstyle B_{\varepsilon }^{n}({\vec {x}}_{0})\times B_{\tilde {\varepsilon }}^{n}({\vec {y}}_{0})} v součinové topologii množiny {\displaystyle \scriptstyle V\times V}, které vystupuje v definici spojitosti. Za tím účelem však stačí položit {\displaystyle \scriptstyle \varepsilon ={\tilde {\varepsilon }}={\frac {r}{3}}}, abychom měli
{\displaystyle \|({\vec {x}}+{\vec {y}})-({\vec {x}}_{0}+{\vec {y}}_{0})\|_{2}=\|({\vec {x}}-{\vec {x}}_{0})+({\vec {y}}+{\vec {y}}_{0})\|_{2}\leq \|{\vec {x}}-{\vec {x}}_{0}\|_{2}+\|{\vec {y}}+{\vec {y}}_{0}\|_{2}<\varepsilon +{\tilde {\varepsilon }}={\frac {r}{3}}+{\frac {r}{3}}={\frac {2r}{3}}<r.}
Odhadli jsme tedy patřičnou normu jak jsme měli a ověřili jsme tak spojitost sčítání vektorů.
Podobně nyní ověřme spojitost násobení vektoru číslem. Chceme ukázat, že pro každý násobek {\displaystyle \scriptstyle \alpha _{0}{\vec {x}}_{0}} čísla {\displaystyle \scriptstyle \alpha _{0}} a vektoru {\displaystyle \scriptstyle {\vec {x}}_{0}} a pro každé jeho okolí {\displaystyle \scriptstyle U=B^{n}(\alpha _{0}{\vec {x}}_{0})} najdeme okolí {\displaystyle \scriptstyle B^{1}(\alpha _{0})} čísla {\displaystyle \scriptstyle \alpha _{0}} a okolí {\displaystyle \scriptstyle B^{n}({\vec {x}}_{0})} vektoru {\displaystyle \scriptstyle {\vec {x}}_{0}} tak, že ať vynásobím libovolné číslo z okolí {\displaystyle \scriptstyle B^{1}(\alpha _{0})} s libovolným vektorem z okolí {\displaystyle \scriptstyle B^{n}({\vec {x}}_{0})}, tak dostanu opět vektor, který leží v okolí {\displaystyle \scriptstyle U}. Jinými slovy, mějme kouli {\displaystyle \scriptstyle U=B_{r}^{n}(\alpha _{0}{\vec {x}}_{0})} se středem v {\displaystyle \scriptstyle \alpha _{0}{\vec {x}}_{0}} a poloměrem {\displaystyle \scriptstyle r}. Chceme najít poloměr {\displaystyle \scriptstyle \varepsilon } koule {\displaystyle \scriptstyle B_{\varepsilon }^{1}(\alpha _{0})} se středem v {\displaystyle \scriptstyle \alpha _{0}} a poloměr {\displaystyle \scriptstyle {\tilde {\varepsilon }}} koule {\displaystyle \scriptstyle B_{\tilde {\varepsilon }}^{n}({\vec {x}}_{0})} se středem v {\displaystyle \scriptstyle {\vec {x}}_{0}} tak, aby libovolný vektor tvaru {\displaystyle \scriptstyle \alpha {\vec {x}}} ležel v množině {\displaystyle \scriptstyle U}, kde {\displaystyle \scriptstyle \alpha \in B_{\varepsilon }^{1}(\alpha _{0})} a {\displaystyle \scriptstyle {\vec {x}}\in B_{\tilde {\varepsilon }}^{n}({\vec {x}}_{0})}. S použitím vlastností normy můžeme odhadnout seshora výraz {\displaystyle \scriptstyle \|\alpha {\vec {x}}-\alpha _{0}{\vec {x}}_{0}\|_{2}} následovně
{\displaystyle \|\alpha {\vec {x}}-\alpha _{0}{\vec {x}}_{0}\|_{2}=\|(\alpha -\alpha _{0})({\vec {x}}-{\vec {x}}_{0})+\alpha _{0}({\vec {x}}-{\vec {x}}_{0})+(\alpha -\alpha _{0}){\vec {x}}_{0}\|_{2}\ \leq \ |\alpha -\alpha _{0}|\|{\vec {x}}-{\vec {x}}_{0}\|_{2}+|\alpha _{0}|\|{\vec {x}}-{\vec {x}}_{0}\|_{2}+|\alpha -\alpha _{0}|\|{\vec {x}}_{0}\|_{2}\ \leq \ \varepsilon {\tilde {\varepsilon }}+|\alpha _{0}|{\tilde {\varepsilon }}+\varepsilon \|{\vec {x}}_{0}\|_{2},}
kde jsme ve druhé nerovnosti využili definic příslušných okolí, jak jsou specifikována výše. Diskutujme nyní dva případy. Za prvé, když platí {\displaystyle \scriptstyle r\ \geq \ 6\|\alpha _{0}{\vec {x}}_{0}\|_{2}}, kde {\displaystyle \scriptstyle r} je poloměr okolí {\displaystyle \scriptstyle U}. V takovém případě stačí položit {\displaystyle \scriptstyle \varepsilon =|\alpha _{0}|} a {\displaystyle \scriptstyle {\tilde {\varepsilon }}=\|{\vec {x}}_{0}\|_{2}}, abychom obdrželi
{\displaystyle \varepsilon {\tilde {\varepsilon }}+|\alpha _{0}|{\tilde {\varepsilon }}+\varepsilon \|{\vec {x}}_{0}\|_{2}=3|\alpha _{0}|\|{\vec {x}}_{0}\|_{2}\leq 6|\alpha _{0}|\|{\vec {x}}_{0}\|_{2}\leq r.}
Ukázali jsme tedy, že pokud {\displaystyle \scriptstyle r\ \geq \ 6\|\alpha _{0}{\vec {x}}_{0}\|_{2}}, tak jsme našli poloměry okolí {\displaystyle \scriptstyle B_{\varepsilon }^{1}(\alpha _{0})} a {\displaystyle \scriptstyle B_{\tilde {\varepsilon }}^{n}({\vec {x}}_{0})} tak, že vyhovují definici spojitosti násobení vektoru číslem. Podívejme se nyní na případ, kdy {\displaystyle \scriptstyle r\ <\ 6\|\alpha _{0}{\vec {x}}_{0}\|_{2}}. Tehdy můžeme položit
{\displaystyle \varepsilon ={\frac {r}{6\|{\vec {x}}_{0}\|_{2}}},\quad {\tilde {\varepsilon }}={\frac {r}{6|\alpha _{0}|}},}
kde {\displaystyle \scriptstyle r} je poloměr okolí {\displaystyle \scriptstyle U}. Dostáváme tak
{\displaystyle \varepsilon {\tilde {\varepsilon }}+|\alpha _{0}|{\tilde {\varepsilon }}+\varepsilon \|{\vec {x}}_{0}\|_{2}={\frac {r^{2}}{36|\alpha _{0}|\|{\vec {x}}_{0}\|_{2}}}+{\frac {r}{6}}+{\frac {r}{6}}={\frac {r}{6}}\,{\Bigg (}{\frac {r}{6\|\alpha _{0}{\vec {x}}_{0}\|_{2}}}+2{\Bigg )}.}
Protože řešíme případ pro {\displaystyle \scriptstyle r\ <\ 6\|\alpha _{0}{\vec {x}}_{0}\|_{2}}, můžeme první člen v závorce odhadnou seshora jedničkou, abychom dostali výraz
{\displaystyle {\frac {r}{6}}\,{\Bigg (}{\frac {r}{6\|\alpha _{0}{\vec {x}}_{0}\|_{2}}}+2{\Bigg )}<{\frac {r}{6}}\,{\Bigg (}1+2{\Bigg )}={\frac {r}{2}}<r.}
V případě {\displaystyle \scriptstyle r\ <\ 6\|\alpha _{0}{\vec {x}}_{0}\|_{2}} jsme tedy též našli poloměry {\displaystyle \scriptstyle \varepsilon ,{\tilde {\varepsilon }}} daných okolí tak, že je splněna podmínka spojitosti. Ověřili jsme tak platnost druhé definiční podmínky topologického vektorového prostoru.
Prostor {\displaystyle \scriptstyle V=\mathbb {R} ^{n}} je zajisté Hausdorffův, protože pro každé dva vektory {\displaystyle \scriptstyle {\vec {x}},{\vec {y}}} jsme schopni zjistit jejich vzdálenost pomocí Euklidovy normy, označme si ji {\displaystyle \scriptstyle d}. Když pak vezmu kouli {\displaystyle \scriptstyle B_{r}({\vec {x}})} o poloměru {\displaystyle \scriptstyle r={\frac {d}{3}}} a kouli {\displaystyle \scriptstyle B_{r}({\vec {y}})} o témže poloměru, tak tyto dvě koule tvoří okolí vektoru {\displaystyle \scriptstyle {\vec {x}}} a vektoru {\displaystyle \scriptstyle {\vec {y}}} a jsou přitom disjunktní. Je tedy splněn i třetí požadavek a můžeme uzavřít, že prostor {\displaystyle \scriptstyle V=\mathbb {R} ^{n}} nad tělesem {\displaystyle \scriptstyle T=\mathbb {R} } s přirozeně zavedenou topologií je topologickým vektorovým prostorem.